# 도금봉
도금봉(都琴峰, 1930년 8월 27일~2009년 6월 3일)은 1950년대 후반 악극에서 영화계로 전향한 대표적인 여성 배우로대한민국의 영화배우이다. 본명은 정옥순(鄭玉順)이다.

## 생애
여고 졸업 후 1949년부터 지일화(地一華)라는 예명으로 악극단에서 연극배우 활동하다가 1957년 《황진이》에서의 활약을 시작으로 영화배우가 되어 1960년-1970년대에 주연 못지않은 조연이라는 좋은 평을 받을 만큼 인기를 누렸으며, 60여 편의 작품에 출연하였다. 은퇴 뒤, 서울특별시 삼청동에서 복 요리집을 운영했으나 2000년에 사업을 정리하고 은거하였다. 그 후 2009년 6월 3일 건국대학교병원에서 사망했지만 ‘세상에 알리지 말라’는 고인의 유언이 있어서 사망 사실이 뒤늦게 알려졌다.

## 학력
- 경기도 인천소학교 졸업
- 중화민국 둥베이 지역 지린 성 룽징(中華民國 東北地方 吉林省 龍井) 광명여자중학교(廣明女子中學校) 졸업

## 주요 출연작

### 영화
- 《황진이》 (1957년, 데뷔작)
- 《유관순》 (1959년)
- 《신부여 돌아오라》 (1960년)
- 《삼등과장》 (1961년)
- 《상록수》 (1961년)
- 《서울의 지붕 밑》 (1961년)
- 《새댁》 (1962년, 대종상영화제 여우주연상, 아시아영화제 여우주연상)
- 《벙어리 삼룡》(1964년)
- 《아빠 돌아와요》(1965년)
- 《마포사는 황부자》(1965년)
- 《목없는 미녀》 (1966년)
- 《메밀꽃 필 무렵》 (1967년)
- 《월하의 공동묘지》 (1967년)
- 《남자식모》 (1968년)
- 《여자의 일생》 (1968년)
- 《백골령의 마검》 (1969년)
- 《신세 좀 지자구요》 (1969년)
- 《남자식모 2》 (1970년)
- 《낙도의 무지개》 (1972년)
- 《작은 꿈이 꽃필때》 (1972년, 대종상영화제 여우조연상)
- 《야간비행》 (1973년)
- 《집행유예》 (1973년)
- 《토지》 (1974년, 대종상영화제 여우조연상)
- 《여대생 가정부》 (1974년)
- 《간난이》 (1976년)
- 《미스 영의 행방》 (1976년)
- 《성춘향전》 (1976년)
- 《사랑을 빌려 드립니다》 (1976년)
- 《가족》 (1976년)
- 《과거는 왜 물어》 (1976년)
- 《야성의 숲》 (1976년)
- 《돌아온 팔도강산》 (1976년)
- 《아내에게 바치는 노래》 (1977년)
- 《고교결전 자! 지금부터야》 (1977년)
- 《사랑방 손님과 어머니》 (1978년)
- 《꽃신》 (1978년)
- 《당신만을 사랑해》 (1978년)
- 《웃음소리》 (1978년)
- 《오빠하고 누나하고》 (1979년)
- 《경찰관》 (1979년)
- 《12인의 하숙생》 (1979년)
- 《율곡과 신사임당》 (1979년)
- 《마음 약해서》 (1980년)
- 《사람의 아들》 (1981년)
- 《내시》 (1986년)
- 《3인조》 (1997년)

### 드라마
- 《개구리 남편》 (1969년)
- 《꽃피는 팔도강산》 (1974년)
- 《원지동 블루스》 (1996년)

## 수상 내역
- 1962년 제5회 부일영화상 여우조연상
- 1963년 제2회 대종상영화제 여우주연상(영화 《새댁》)
- 1972년 제10회 대종상영화제 여우조연상
- 1974년 제12회 대종상영화제 여우조연상